# Пиратите! Банда неудачници
„Пиратите! Банда неудачници“ (на английски: The Pirates! In an Adventure with Scientists!) е британско-американски стоп моушън анимационен филм от 2012 г. на режисьора Питър Лорд по сценарий на Гидиън Дефо, базиран на книгата му „Пиратите! Приключения с учени“ (2004).
В центъра на сюжета е ексцентричен екипаж от пирати, които се опитват да издигнат репутацията си в пиратските среди като спечелят научен конкурс във викториански Лондон с демонстрацията на последната оцеляла птица додо.
„Пиратите! Банда неудачници“ е номиниран за „Оскар“ за най-добър пълнометражен анимационен филм.

## Дублажи

### Синхронен дублаж(2012)
| Роля                                        | Изпълнител                                                                                              |
| ------------------------------------------- | --- |
| Пиратът Капитан                             | Кирил Бояджиев                                                                                          |
| Пират с кърпа                               | Мартин Каров                                                                                            |
| Чарлс Дарвин                                | Георги Спасов                                                                                           |
| Кралица Виктория                            | Адриана Андреева                                                                                        |
| Черният Белами                              | Петър Калчев                                                                                            |
| Лиз Камата                                  | Златина Йорданова                                                                                       |
| Дървенкрък Хейстингс                        | Георги Георгиев                                                                                         |
| Крал Пират                                  | Николай Петров                                                                                          |
| Пиратът Албинос                             | Иван Велчев                                                                                             |
| Пиратът с подгара                           | Лъчезар Стефанов                                                                                        |
| Изненадващо женствен пират                  | Мина Костова                                                                                            |
| Пиратът, който харесва залезите и котенцата | Георги Иванов                                                                                           |
| Адмирал Колингууд                           | Сава Пиперов                                                                                            |
| Червеният Морган                            | Николай Пърлев                                                                                          |
| Други гласове                               | Георги Георгиев Георги Стоянов Ивайло Велчев Николай Пърлев Петър Върбанов Сава Пиперов Стефан Стефанов |

### Войсоувър дублажи
| Озвучащи артисти    | Даниела Йорданова Елисавета Господинова Стефан Сърчаджиев-Съра Димитър Иванчев Симеон Владов |
| Преводач            | Илияна Велчева                                                                               |
| Тонрежисьор         | Стефан Дучев                                                                                 |
| Режисьор на дублажа | Димитър Кръстев                                                                              |

| Озвучаващи артисти  | Евгения Ангелова Константин Лунгов Живко Джуранов Марио Иванов Явор Караиванов |
| Преводач            | Даниела Христова                                                               |
| Тонрежисьор         | Николай Марков                                                                 |
| Режисьор на дублажа | Ана Тодорова                                                                   |